# Robert Inglis
Robert Harry Inglis (12 janvier 1786 - 5 mai 1855) est un homme politique conservateur anglais, connu pour ses positions sur la Haute Église.

## Famille
Il est le fils de Sir Hugh Inglis, un homme politique mineur et député d'Ashburton (1802-1806). Il épouse Mary Briscoe qui est la fille de John Briscoe et de Susanna Harriot Hope dont le mariage s'est terminé par un scandale.

## Carrière politique
Robert hérite du titre de baronnet de son père en 1820 et est député de Dundalk 1824–1826, Ripon 1828–1829 et de l'Université d'Oxford de 1829 à 1854. Il est nommé haut shérif du Bedfordshire pour 1824.
Inglis est fermement opposé aux mesures qui, selon lui, affaiblissent l'Église anglicane. Lorsque Robert Grant (homme politique), député d'Inverness Burghs, demande une aide aux Juifs en 1830, Inglis s'y oppose violemment. Inglis allègue que les Juifs sont un peuple étranger, sans allégeance à l'Angleterre, et que l'admission des Juifs au parlement « séparerait le christianisme lui-même de l'État ». Il allègue également que s'ils sont admis au parlement « dans les sept ans. . . La réforme parlementaire serait menée. »  Inglis est rejoint dans son opposition publique par le chancelier de l'Échiquier, Henry Goulburn, et le solliciteur général et futur lord chancelier, Sir Edward Sugden. Bien que les Juifs n'aient été pleinement émancipés qu'en 1858, la réforme parlementaire a lieu en 1832, deux ans plus tard. Inglis compare également le Bouddhisme à « l'Idolâtrie » en relation avec la colonie britannique de Ceylan lors d'un débat sur la relation des « prêtres bouddhistes » avec le gouvernement colonial britannique en 1852 .
En grande partie en raison de son opposition aux mesures de réforme juives, Disraeli considère apparemment Inglis avec mépris et le décrit comme « un orateur misérable, une voix offensive, aucun pouvoir d'expression, mais rappelant et corrigeant perpétuellement sa phraséologie encombrante » . Pourtant, Inglis a parlé avec force et avec une grande compassion du sort du peuple irlandais pendant la Grande Famine des années 1840. Il est bien informé de la situation "sur le terrain" et tire des informations des rapports de la Society of Friends qui donnent une image précise de la souffrance de l'Irlande. Il n'a pas hésité à critiquer les propriétaires absents, les assimilant à l'absent du roman de Maria Edgeworth, Castle Rackrent. Inglis, quelles que soient ses opinions religieuses, semble également avoir été un représentant public consciencieux. Il est député de trois circonscriptions différentes pendant près de trente ans et, au cours de cette période, il prend la parole 1 327 fois.
En 1845, il rompt avec Robert Peel et s'oppose à la subvention Maynooth, qui aurait accordé une subvention annuelle de 26 000 £ au séminaire catholique de Maynooth. Parmi les autres adversaires figurent, assez curieusement, John Bright et Benjamin Disraeli, bien que sur des terrains différents.
En 1851, lorsque Lord Stanley (qui devient le comte de Derby plus tard cette année-là) tente de former une administration protectionniste, Inglis se voit offrir la présidence du Board of Control, qu'il accepte initialement, pour se retirer quelques jours plus tard. Une activité majeure de la carrière politique d'Inglis est la présidence du comité restreint qui contrôle la Bibliothèque de la Chambre des communes, dont il est membre pendant 14 ans. Cependant, sa vision plutôt étroite de sa portée est renversée par Robert Peel en 1850. Il est nommé conseiller privé en 1854 et meurt l'année suivante, à l'âge de 69 ans.
Les journaux d'Inglis se trouvent à la bibliothèque et aux archives de la cathédrale de Canterbury.